# Neue Niederräder Brücke
Die Neue Niederräder Brücke ist eine Eisenbahnbrücke in Frankfurt am Main. Sie befindet sich unmittelbar westlich der Alten Niederräder Brücke, neben der auf der östlichen Seite eine weitere, dritte Eisenbahnbrücke geplant ist.

## Verkehr
Die Neue Niederräder Brücke überspannt den Main bei Mainkilometer 30,970 zwischen dem nordmainischen Gutleutviertel und dem südmainischen Stadtteil Niederrad. Sie verbindet den Hauptbahnhof mit dem ehemaligen Bahnhof und heutigen Haltepunkt Niederrad und dient dem Verkehr der S-Bahn-Linien  und  zwischen dem Hauptbahnhof, Frankfurt-Flughafen, Mainz Hauptbahnhof und Wiesbaden Hauptbahnhof. Außerdem benutzen die Regional-Express-Züge der RMV-Linie 80 nach Saarbrücken und Koblenz teilweise die Brücke.

## Technische Ausstattung
Die Brücke besteht aus der Strombrücke, einer stählernen Stabbogenbrücke, mit 168 Metern lichter Weite. Daran schließt sich in Richtung Hauptbahnhof eine 159 m Vorlandbrücke sowie ein 75,5 m langes Kreuzungsbauwerk für Gütergleise und ein 59 m langes Kreuzungsbauwerk über den Abstellbahnhof an. In Richtung Flughafen folgt auf die Strombrücke eine 75,5 m lange Vorlandbrücke. Der Brückenzug ist insgesamt 545 m lang.
Die Brücke trägt ein Gleispaar der Flughafenschleife Frankfurt (Streckenkilometer 3).
Der Überbau ist 12,74 m breit, die Hänger erreichen Höhen von bis zu 24,02 m über Schienenoberkante. Die zulässige Geschwindigkeit beträgt 100 km/h. Auf dem Bauwerk wird in Richtung Hauptbahnhof eine Überhöhung von 150 mm aufgebaut, der Kurvenradius erreicht nördlich des Mains seinen geringsten Wert von 472 m. Der Gleismittenabstand beträgt 4,00 m.
Die Brücke wurde nur zehn Meter westlich der Alten Niederräder Brücke errichtet. Die namentliche Unterscheidung zwischen „Alter“ und „Neuer“ Niederräder Brücke entstand erst durch und nach dem Bau der Neuen Niederräder Brücke.

## Geschichte
Im Jahr 1972 wurde die Flughafenschleife zwischen Frankfurt Stadion und Kelsterbach eröffnet und am Flughafen ein neuer Bahnhof errichtet. Die Flughafenbahn, später die Linien S14 und S15 der S-Bahn, nutzte zunächst die Bahnstrecke Mainz–Frankfurt über die zweigleisige („Alte“) Niederräder Brücke.
Zur Entlastung der Strecke wurde daher eine eigene Strecke Hauptbahnhof–Stadion für die S-Bahn und die Errichtung einer zweiten, nur für die S-Bahn bestimmten Brücke neben der (Alten) Niederräder Brücke geplant. Die Bauarbeiten begannen im Oktober 1976 und wurden im Rohbau im Mai 1979 abgeschlossen. Der fahrplanmäßige Betrieb wurde am 30. September 1979 aufgenommen. Damit behindert sich die S-Bahn nicht mehr mit dem übrigen Verkehr.
Gleichzeitig wurde der Bahnhof Frankfurt-Niederrad um rund 700 Meter weiter südlich verlegt und ein neuer Haltepunkt gebaut, der die Anbindung an die neue Bürostadt Niederrad und das Umsteigen zu den Linien 12 und 15 der Frankfurter Straßenbahn verbesserte.
Im Zuge des Projekts zum Umbau des Knotens Frankfurt (Main)-Sportfeld ist die Errichtung einer dritten Niederräder Brücke östlich der Alten Niederräder Brücke vorgesehen. Über die Brücke soll eine zweigleisige, mit 100 km/h befahrbare Strecke als Ergänzung der Bestandsstrecke zwischen dem Bahnhof Stadion und dem Hauptbahnhof geführt werden, die vom Fernverkehr genutzt werden soll. Nach dem Ausbau werden auf dem Abschnitt durchgehend sechs Gleise bestehen. Die dritte Brücke soll bis 2029 fertiggestellt und im Dezember 2029 in Betrieb genommen werden. Während der Bau der Strecke noch 2021 beginnen soll, ist der Baustart für die Brücke im Jahr 2023 geplant. Der Fernbahntunnel soll an die dritte Brücke anbinden.

## Bilder

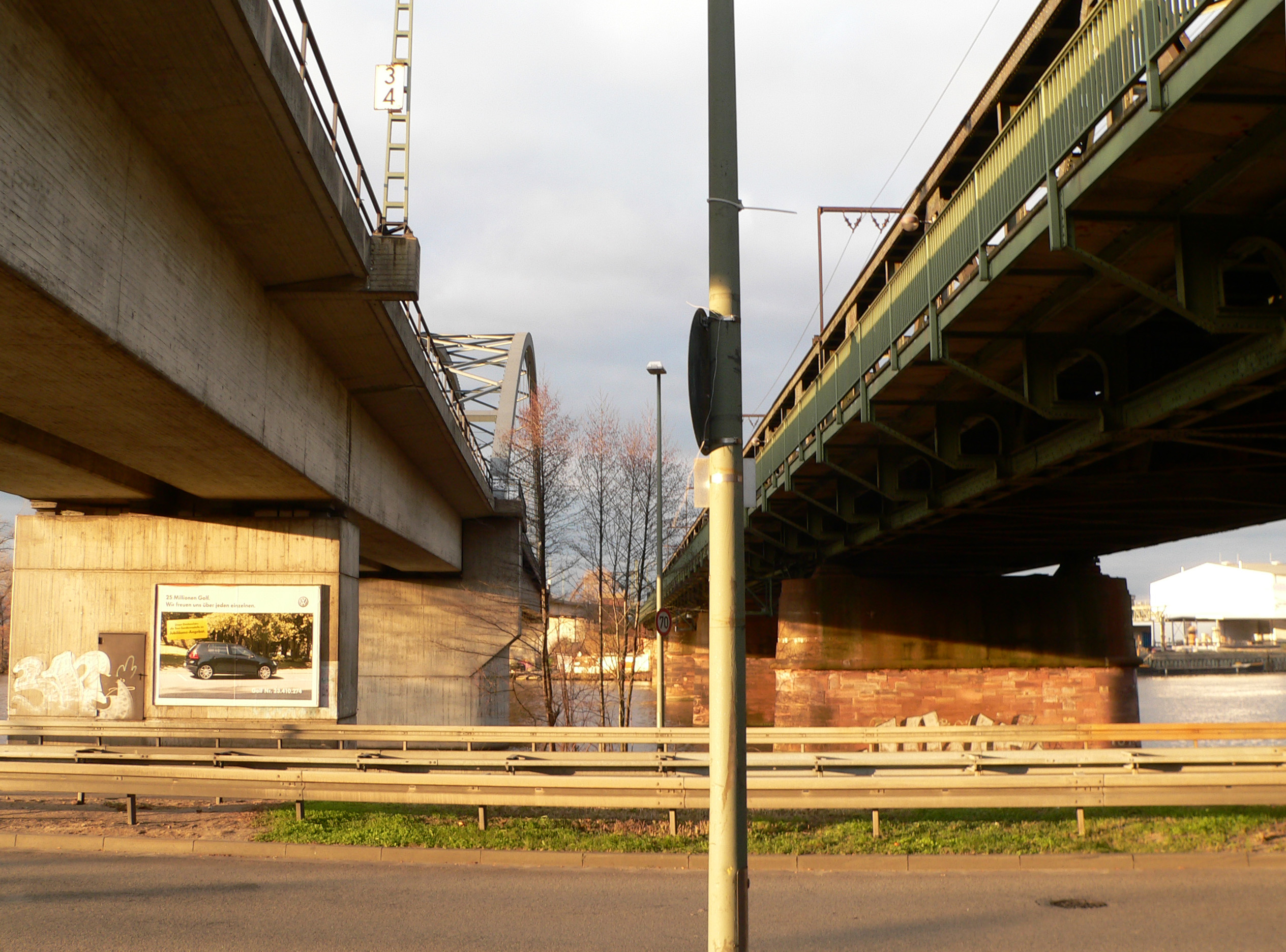
Rechts die Alte und links die Neue Niederräder Brücke
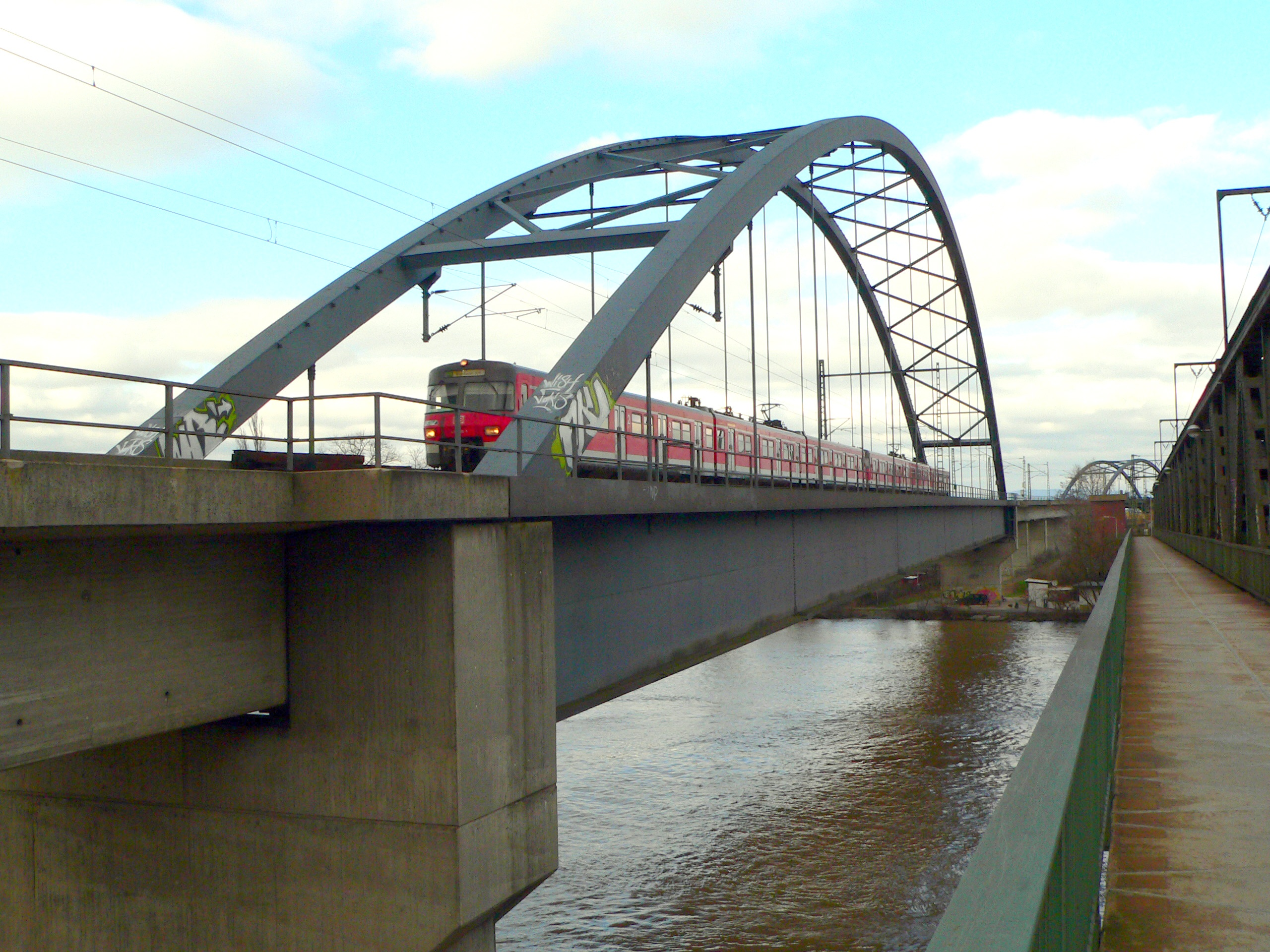
Ein Zug der S-Bahn fährt Richtung Flughafen über die Neue Niederräder Brücke
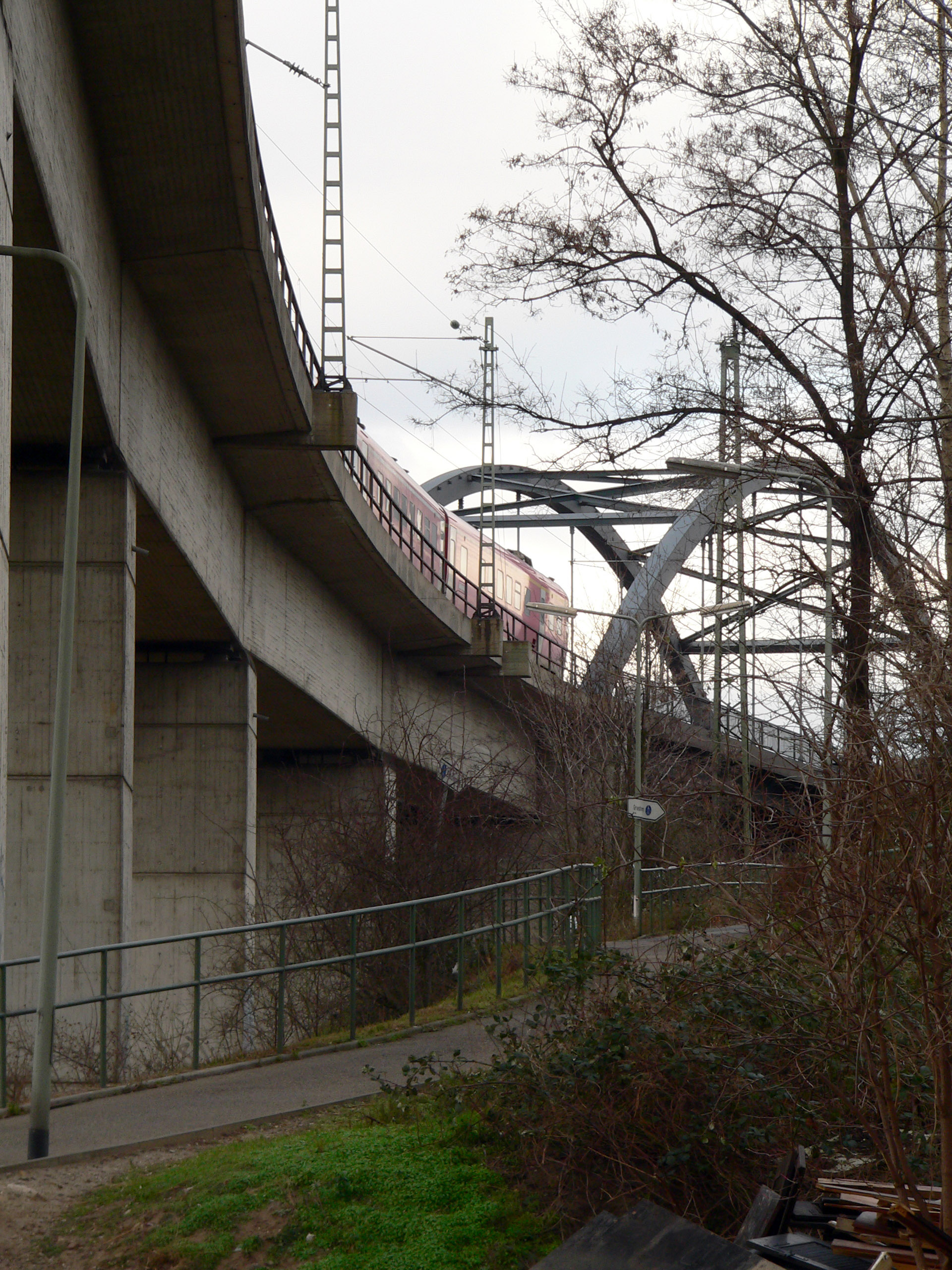
Vorlandbrücken der Neuen Niederräder Brücke im Gutleutviertel Richtung Hauptbahnhof